# Inno nazionale della Repubblica di Cina
L'inno nazionale della Repubblica di Cina (中華民國國歌T, Zhōnghuá Míngúo gúogēP) è l'inno nazionale di Taiwan, adottato nel 1945 dalla Repubblica di Cina sotto il controllo del governo nazionalista.
L'inno fa riferimento ai Tre Principi del Popolo ed è noto informalmente con questo titolo (三民主義T, Sānmín ZhǔyìP).

## Testo

### Cinese
| 三民主義，吾黨所宗， 以建民國，以進大同。 咨爾多士，為民前鋒； 夙夜匪懈，主義是從。 矢勤矢勇，必信必忠； 一心一德，貫徹始終。 | |
| ㄙ ㄢ ㄇ一ㄣˊ ㄓㄨ ˇ 一 ˋ ㄨ ˊ ㄉ ㄤˇ ㄙㄨㄛˇ ㄗㄨㄥˉ 一 ˇ ㄐ一ㄢˋ ㄇ一ㄣˊ ㄍㄨㄛˊ 一 ˇ ㄐ一ㄣˋ ㄉ ㄚˋ ㄊㄨㄥˊ ㄗ ㄦ ˇ ㄉㄨㄛ ㄕ ˋ ㄨ ㄟˊ ㄇ一ㄣˊ ㄑ一ㄢˊ ㄈ ㄥ ㄙ ㄨˋ 一 ㄝˋ ㄈ ㄟˇ ㄒ一ㄝˋ ㄓ ㄨˇ 一 ˋ ㄕ ˋ ㄘㄨㄥˊ ㄕ ˇ ㄑ一ㄣˊ ㄕ ˇ ㄩ ㄥˇ ㄅ 一ˋ ㄒ一ㄣˋ ㄅ 一ˋ ㄓㄨㄥ 一 ˋ ㄒ一ㄣ 一 ˋ ㄉ ㄜˊ ㄍㄨㄢˋ ㄔ ㄜˋ ㄕ ˇ ㄓㄨㄥ | |
| San-min-chu-i, Wu-tang so tsung; i-chien min-kuo, i-chin ta-t'ung. Tzu erh to-shih, wei min ch'ien-feng; su-yeh fei-hsieh, chu-i shih ts'ung. Shih ch'in shih yung, pi hsin pi chung ; i-hsin i-te, kuan-ch'e shih-chung. | Sānmín Zhǔyì, wúdǎng suǒ zōng; Yǐ jiàn Mínguó, yǐ jìn dà tóng. Zī'ěr duō shì, wéi mín qiánfēng; Sù yè fěi xiè, zhǔyì shì cóng. Shǐ qín shǐ yǒng, bì xìn bì zhōng; Yì xīn yì dé, guànchè shǐzhōng. |

## Testo in italiano
Tre princìpi del popolo, 

il fondamento del nostro corpo, 

con il quale stabiliamo la Repubblica; 

Con il quale avanziamo verso uno stato di totale pace. 

Oh, guerriero, 

per il popolo, sii all'avanguardia. 

Senza riposo giorno o notte, 

segui i princìpi.

Giura di essere diligente; Giura di essere coraggioso. 

Costretto ad essere affidabile; costretto a essere leale. 

Con un cuore e una virtù,

portiamo avanti fino alla fine.